# Tom and Jerry: Frantic Antics!
Tom and Jerry: Frantic Antics!, simplement nommé Tom and Jerry (トムとジェリー, Tomu to Jerī) dans sa version japonaise, est un jeu vidéo de plates-formes développé par Beam Software et édité par Hi Tech Expressions, sorti en 1992 sur Mega Drive et Game Boy. Le jeu est basé sur le film d'animation Tom et Jerry. 